# Cyclopes
Cyclopes là một chi động vật có vú trong họ Cyclopedidae, bộ Pilosa. Chi này được Gray miêu tả năm 1821. Loài điển hình của chi này là Myrmecophaga didactyla Linnaeus, 1758.